# Il guerriero del Kick Boxing
Il guerriero del Kick Boxing (Blood Street) è un film sino-statunitense del 1988 diretto da Leo Fong e da George Cheung.